# FUJI (企業)
株式会社FUJI（ふじ、英: FUJI CORPORATION）は、愛知県知立市に本社を置く大手産業機械メーカー。
電子部品組立機や工作機械の開発・製造・販売を行っている。

## 概要

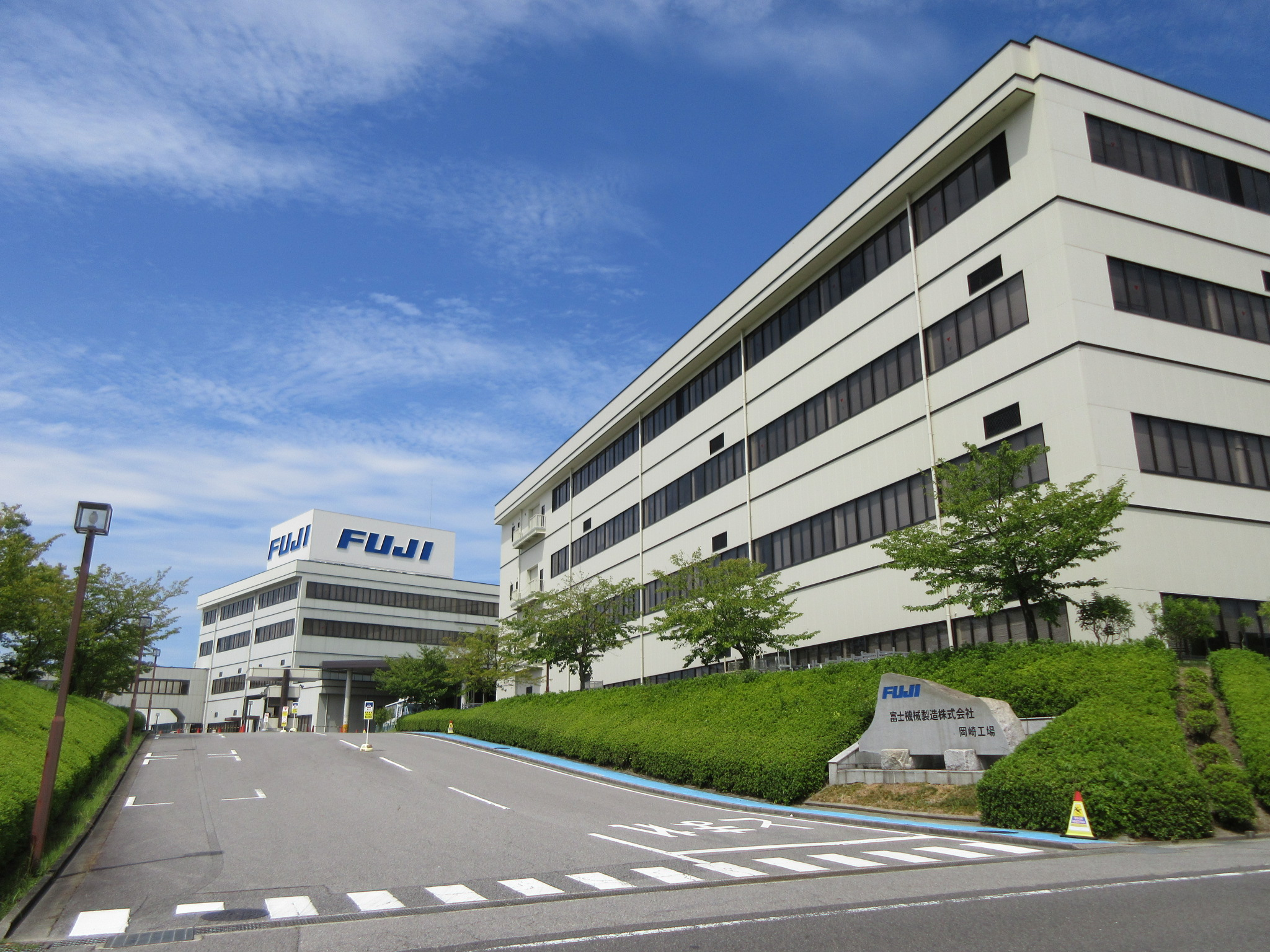
岡崎工場（岡崎市恵田町）

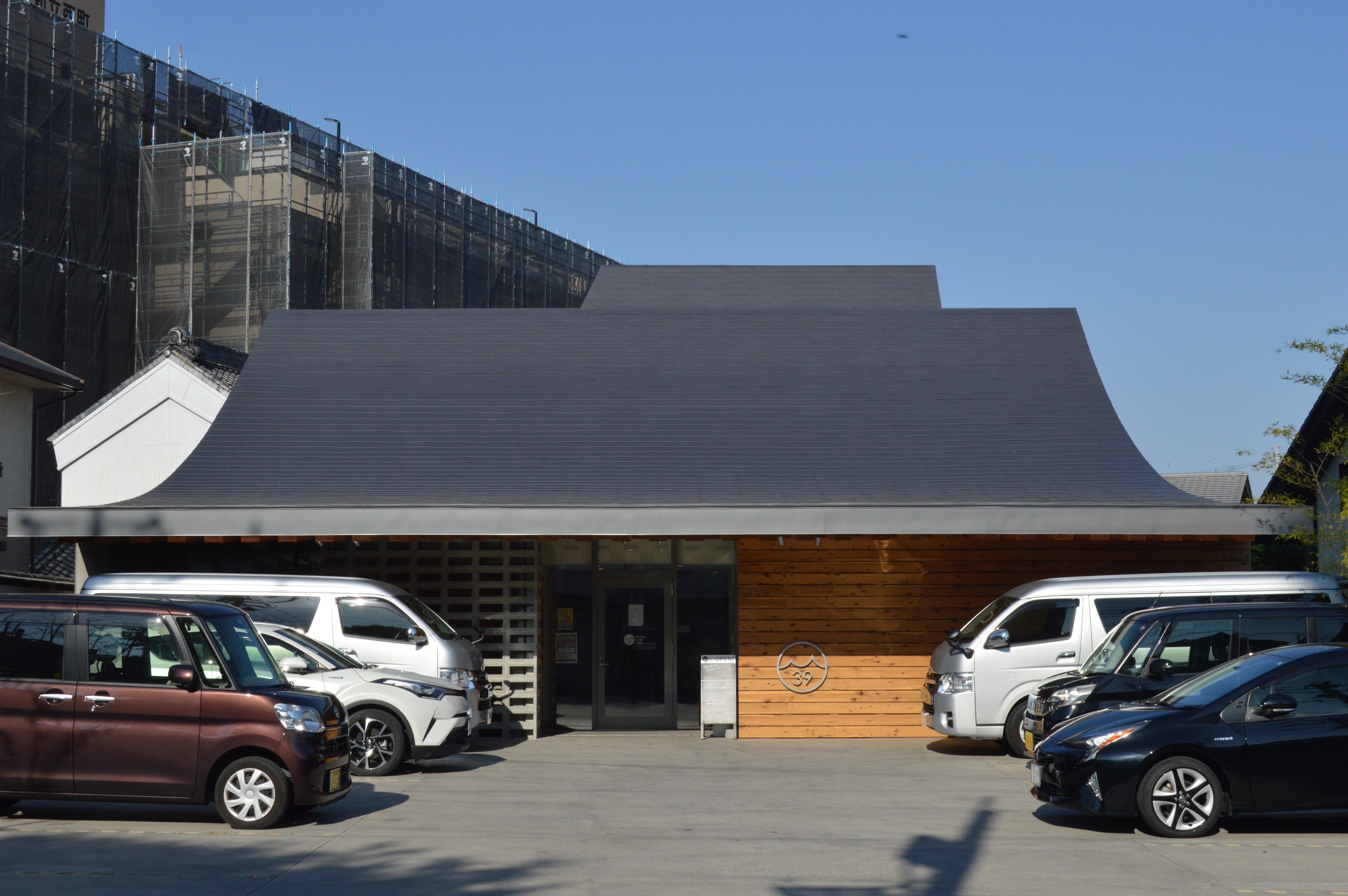
2016年にオープンした複合施設「THANK」（知立市西町西）

1959年に工作機械メーカー「富士機械製造株式会社」として設立され、主に自動車などの部品加工に使われる旋盤の開発・製造・販売を行ってきた。
主力製品の電子部品組立機（チップマウンター）は1978年頃から開発・製造を開始し、今日では業界30%とトップシェアを維持している。
2016年、地域貢献の一環として複合施設「THANK」を知立市西町西に開設した。イングリッシュアフタースクールの「teracoyaTHANK（テラコヤサンク）」および飲食施設の「thirty nine cafe（サーティーナインカフェ）」を運営している。

## 沿革
- 1959年（昭和34年）4月7日 - 名古屋市中川区昭和橋通に「富士機械製造株式会社」（ふじきかいせいぞう、英: FUJI MACHINE MFG. CO., LTD.）を設立[3]。
- 1961年（昭和36年）3月 - 愛知県知立市に工場新設[3]。
- 1961年（昭和36年）6月 - 現在地に本社機能移転[3]。
- 1964年（昭和39年）5月 - 名古屋証券取引所市場第二部に株式を上場[3]。
- 1978年（昭和53年）10月 - 電子部品自動挿入機を完成[3]。
- 1990年（平成2年）9月 - 名古屋証券取引所市場第一部に指定替え[3]。
- 2013年（平成25年）6月20日 - 東京証券取引所市場第一部に株式を上場[3]。
- 2016年（平成28年）9月5日 - 複合施設「THANK」をオープン。
- 2018年（平成30年）4月1日 - 株式会社FUJIへ商号変更[6]。
- 2018年（平成30年）8月 - ファスフォードテクノロジ株式会社の全株式を取得し、子会社化[7]。

## 主な製品
＜電子部品実装ロボット＞
- AIMEXR
- NXTR Sモデル
- NXTR Aモデル
- NXTR PM
- SmartWing BA
- sFAB-D

＜工作機械＞
- ACUFLEX 400S
- ANWⅢシリーズ
- CSシリーズ
- TNⅡシリーズ

＜大気圧プラズマユニット＞
- ATOM
- FPF20-GM
- FPF20-ST
- FPB20
- Tough Plasma FSI

＜移乗サポートロボット＞
- Hug T1
- Hug L1
- Hug L1WP

＜パブリックストッカシステム＞  
- Quist

＜廃棄物選別ロボット＞  
- R-PLUS

## 国内拠点
- 本社（知立市）[8]
- 工場[8]
  - 豊田工場[注 1]（豊田市）
  - 岡崎工場（岡崎市）
- 支店[8]
  - 東京支店（東京都港区）
  - 大阪支店（大阪府吹田市）
  - 仙台営業所（宮城県仙台市）
  - 福岡営業所（福岡県福岡市）

## FUJIグループ
- 連結子会社・国内
  - 株式会社アドテック富士[10]
  - 株式会社エデックリンセイシステム[10]
  - ファスフォードテクノロジ株式会社[10]
  - FUJIリニア株式会社[10]
- 連結子会社・海外
  - Fuji America Corporation[10]
  - Fuji Machine America Corporation[10]
  - FUJI EUROPE CORPORATION GmbH[10]
  - 富社（上海）商貿有限公司[10]
  - 昆山之富士機械製造有限公司[10]
  - Fuji Do Brasil Máquinas Industriais Ltda.[10]
  - FUJI INDIA CORPORATION PRIVATE LIMITED[10]
  - FUJI MACHINE ASIA PTE. LTD.[10]